# 羅爾斯 (內布拉斯加州)
羅爾斯（英語：Rohrs）是位於美國內布拉斯加州尼馬哈縣的非建制地區。

## 歷史
羅爾斯的郵局於1917年設立，其後於1944年停運。

## 地理
羅爾斯所處的海拔為高於海平面343米（即1125英呎），而該地所採用的時區為UTC-6，即北美中部时区（CST）。同時該地設有夏令時間，為UTC-6調快一小時，即UTC-5（CDT）。